# Encephalartos heenanii
Encephalartos heenanii R.A.Dyer, 1972 è una pianta appartenente alla famiglia delle Zamiaceae, diffusa al confine tra Swaziland e Sudafrica.
Il suo epiteto specifico è in onore di Denis Heenan, un collezionista di cicadi che riconobbe questa pianta come una nuova specie, segnalandola al botanico Robert Allen Dyer (1900-1987) che la descrisse formalmente.

## Descrizione
È una pianta a portamento arborescente, con un fusto alto fino a 3 m e con un diametro di 25–35 cm che spesso presenta polloni o diramazioni che si dipartono dalla base.
Le foglie sono lunghe 100–125 cm, di colore verde chiaro. Il rachide è talvolta ritorto a spirale e la parte superiore è nettamente ricurva. Le foglioline lanceolate, lunghe 12–15 cm, sono disposte sul rachide in modo opposto, con un angolo di 45-80º; i margini sono interi e lisci. Le foglioline della parte basale sono più piccole, ma non sono ridotte a spine.
È una specie dioica, con coni maschili di forma ovoidale, di colore giallo, lunghi 27–30 cm e larghi 15–17 cm. Su ciascuna pianta ne crescono fino a tre per volta. I coni femminili, della stessa forma, sono lunghi 23–30 cm e hanno un diametro di 17–18 cm. Solitamente ogni pianta ne produce uno solo, ma raramente possono esserne presenti fino a tre.
I semi, lungi 23–25 mm, hanno una forma oblunga e sono ricoperti da un tegumento di colore rosso.

## Distribuzione e habitat
Questa specie è diffusa nella parte nordorientale dello Swaziland e nella provincia di Mpumalanga, in Sudafrica. Cresce ad un'altitudine compresa tra 750 e 1 750 m s.l.m. Il suo habitat è costituito da ripidi pendii e montagne a prateria. Il clima è caldo in estate e freddo in inverno, con una precipitazione annua di 1 200 mm circa.

## Conservazione
La IUCN Red List classifica E. heenanii come specie in pericolo critico di estinzione (Critically Endangered). La popolazione residua in natura è stimata intorno ai 420 esemplari. La raccolta indiscriminata e la distruzione dell'habitat costituiscono le sue maggiori minacce.
La specie è inserita nella Appendice I della Convention on International Trade of Endangered Species (CITES)